# Fred Bertelmann
Fred Bertelmann, né le 7 octobre 1925 à Duisbourg et mort le 22 janvier 2014 à Berg en Bavière, est un chanteur de schlager allemand.

## Succès
(Titre, année, maison de disques, classement allemand)
- Tina Marie, 1955, Electrola, 5.
- Meine kleine süße Susi, 1956, Electrola, 3.
- Marie mit dem frechen Blick, 1957, Electrola, 15.
- Bene bene tanto, 1957, Electrola, 13.
- Der lachende Vagabund, 1958, Electrola, 1.
- Ich bin ja nur ein Troubadur, 1958, Electrola, 6.
- Aber du heißt Pia, 1958, Electrola, 7.
- Ihr zartes Lächeln, 1959, Electrola, 6.
- Tiamo Marina, 1960, Electrola, 30.
- Einmal High High High, 1960, Electrola, 34.
- Mary-Rose, 1962, Polydor, 36.
- Ein Caballero, 1963, Polydor, 39.
- Es gibt immer einen Weg, 1967, Ariola, ?.

## Films
- Das blaue Meer und Du (D 1959)
- Gauner-Serenade (D 1960)
- Gitarren, klingen leise durch die Nacht (Ö 1959)
- Lieder klingen am Lago Maggiore (D, Schweiz, 1962)
- Meine Nichte tut das nicht (Ö, 1962)
- Wenn das mein großer Bruder wüsste (Ö, 1959)
- Der lachende Vagabund (D, 1957)